# Al otro lado del espejo
Al otro lado del espejo (estrenada a França com Le Miroir obscène) és una pel·lícula de terror i drama dirigida per Jesús Franco i estrenada l'any 1973.

## Argument
El pare d'una dona se suïcida per gelosia. A causa d'aquest fet, ella assassinarà a tots els homes que tractin d'aconseguir finalitats eròtiques amb ella. El seu difunt pare així ho volia.

## Repartiment
- Emma Cohen: Ana Oliveira
- Howard Vernon: Pare d'Ana
- Robert Woods: Bill
- Françoise Brion: Tina
- Philippe Lemaire: Pipo
- Alice Arno: Carla
- Ramiro Oliveros: Miguel Ferrara
- María Bassó: Elvira
- Ada Tauler: Stefania
- Roger Sarbib: comte Herman
- Wal Davis: Arturo Barbour
- Lina Romay: Marie Madeleine Whitman
- Chantal Broquet: Angela
- Carmen Carbonell: Tieta Elvira
- Jesús Franco: pianista

## Premis
29a edició de les Medalles del Cercle d'Escriptors Cinematogràfics
| Categoria     | Premiada   | Resultat   |
| ------------- | ---------- | ---------- |
| Millor actriu | Emma Cohen | Guanyadora |